# An iulian
În astronomie, un an iulian este o unitate de timp definită ca exact egală cu 365,25 de zile, sau 31.557.600 de secunde. Această unitate de timp nu face parte din Sistemul internațional de unități (secunda este singura unitate de timp care face parte din Sistemul Internațional), dar folosirea ei este tolerată, chiar răspândită în astronomie. Simbolul anului iulian este litera minusculă „a”, deși  în practică simbolul „yr” (din engleză „year”) este răspândit în literatura de limbă engleză.
Adjectivul iulian derivă din faptul că o asemenea durată corespunde lungimii medii a unui an din calendarul iulian utilizat în societățile occidentale în trecut. Totuși, este doar un mod intuitiv de măsurare a marilor intervale de zile și nu are altă legătură cu calendarul iulian sau cu oricare alt calendar. În particular, intervalul care separă zilele de 1 ianuarie din doi ani consecutivi nu corespunde cu un an iulian (mai degrabă, aproximează 365 de zile sau 366 de zile în anii bisecți, eventual corectate prin adăugarea sau eliminarea unor secunde).

## Utilizare
Anii iulieni sunt utilizați îndeosebi în efemeride când ar fi incomod să se exprime o durată în zile (de exemplu, e mai simplu să se spună că perioada orbitală a lui Pluto este de 248 de ani iulieni și 8 zile decât 90.590 de zile). Este, prin urmare, o unitate de timp intuitivă clară a cărei valoare este apropiată de perioada de revoluție terestră și care poate fi convertită destul de ușor în zile.
Anul iulian servește în definirea anului-lumină (care este o unitate de lungime corespunzătoare cu distanța parcursă de lumină în vid într-un an iulian).
Pe același principiu al anului iulian, se definesc secolul iulian și mileniul iulian ca multipli ai anului iulian, însă acești termeni sunt relativ nefolosiți și nerecomandați. 

## Definiția uneiepociîn astronomie
Anul iulian este folosit și pentru definirea conceptului de epocă adică un moment particular care definește, între altele, un sistem de coordonate cerești, anume sistemul de coordonate ecuatoriale, bazat pe orientarea axei polilor tereștri în acel moment. Epocile bazate pe anul iulian sunt precedate de litera „J”. Ecartul dintre două epoci iuliene este dat de durata anului iulian. 
Există și alte moduri de definire a unei epoci, de exemplu pornind de la anul besselian. Epocile corespunzătoare sunt atunci precedate de litera „B”. Epocile besseliene sunt de acum nefolosite în profitul epocilor iuliene începând cu 1984.

## Risc de confuzie cu ziua iuliană și calendarul iulian
Anul iulian nu trebuie confundat cu ziua iuliană, folosită tot în astronomie. În pofida similarității numelor lor, cele două noțiuni nu au nicio legătură una cu cealaltă. Un an iulian nu corespunde cu 365,25 de zile iuliene, ci, pur și simplu, cu 365,25 de zile, în sensul uzual al perioadei de 24 de ore de 60 de minute fiecare, cuprinzând câte 60 de secunde. O zi iuliană nu este o unitate de timp, ci pur și simplu un decont de zile (în sensul de alternanță zi-noapte observată de un observator situat la latitudini temperate pe Pământ) pornind de la un punct situat, în mod arbitrar, din trecut. De asemenea, un an iulian este o unitate de timp și nu un decont de ani.
De asemenea, calendarul iulian este o metodă de decont al zilelor iuliene. El nu este o măsură a numărului anilor iulieni.

## Alte definiții ale anilor
Deși având un ordin de mărime asemănător, anul iulian nu este construit pornind de la intervalul de timp care separă două evenimente astronomice consecutive relative la orbita descrisă de Pământ în jurul Soarelui, ca două echinocții de primăvară (an tropic), trecerea Soarelui prin fața unui punct fix al sferei cerești (an sideral), sau două treceri consecutive la periheliu (an anomalistic).